# يشيم بوبر
يَشيم بوبر فنانة تركية من مواليد 1977 مدينة أيدين وتلعب دور رئيسي في المسلسل التركي وتمضي الأيام المدبلج للعربية المعروض على قناة MBC 4 عام 2009، حيث تقوم بدور غزل (ندين)، بدأ نشاطها الفني عام 1996 حيث شاركت في عدة مسلسلات وافلام وصعد نجمها من خلال مسلسل (aynali tahir) عام (1998-1999) .

## حياتها الشخصية
ارتبطت يَشيم بوبر مع المصور السينمائي محمد اكسن منذ عام 2006 بعد فترة خطوبة لمدة عام، أنجبت من زوجها توأم في عام 2014.

## أعمالها الفنية[1]
| العمل                     | العام     | الدور | العمل                                    | العام | الدور |
| ------------------------- | --------- | ----- | ---------------------------------------- | ----- | ----- |
| تحت الإنشاء 2 (فيلم)      | 2014      | نزيفه | تحت الإنشاء (فيلم)                       | 2003  | نزيفه |
| قصص غريبة (مسلسل قصير)    | 2012      |       | طائرة ورقية (مسلسل قصير)                 | 2003  | جانا  |
| اللبلاب السام (مسلسل)     | 2011      | جيلا  | السيد سحابة (مسلسل قصير)                 | 2002  | آرزي  |
| وتمضي الأيام (مسلسل)      | 2007-2006 | غزل   | أين الكنيسة (مسلسل)                      | 2002  | مرجان |
| في البار                  | 2007      |       | لا تبك لأجلي (مسلسل)                     | 2001  | جولسا |
| اكتمال القمر (مسلسل)      | 2005      | شكرية | عالم باطن الارض (مسلسل)                  | 2001  | نيهان |
| على الطريق                | 2005      |       | كيف يمكنني البقاء في المنزل (مسلسل قصير) | 2001  | سلمى  |
| الحب الثلاثي (فيلم)       | 2004      | ريا   | Dedelerimi evlendirirken (فيلم)          | 2000  |       |
| الشعر العربي (مسلسل قصير) | 2004      |       | مرآة طاهر (مسلسل)                        | 1998  | صدف   |
| العروس (مسلسل قصير)       | 2003      | زينب  | خيبة أمل (مسلسل)                         | 1996  |       |
| حابس النفس (مسلسل)        | 2003      | دينيز |                                          |       |       |

## روابط خارجية
- يشيم بوبر على موقع IMDb (الإنجليزية)
- يشيم بوبر على موقع قاعدة بيانات الفيلم (الإنجليزية)
- يشيم بوبر على موقع كينوبويسك (الروسية)